# Šeřín
Šeřín (tyska: Finsterstein) är ett berg i Tjeckien. Det ligger i regionen Hradec Králové, i den norra delen av landet. Toppen på Šeřín är 1 026 meter över havet.